# Yemen
Yemen er en arabisk republik. Hovedstaden er Sanaá. Republikkens sprog er arabisk, og religionen er islam. Landets eksport består primært af kaffe og bomuld.
Historisk var landet en del af Det Islamiske Rige (631-1517), derpå kom landet under det Osmanniske Rige. I 1918 blev landet et kongedømme med en imam som overhoved. Et militærkup i 1962 førte til republik og derefter borgerkrig indtil 1967, hvor landet blev delt i Nordyemen og Sydyemen. I denne konflikt støttede Saudi-Arabien imamen, mens den republikanske regering fik støtte fra Egypten. De to stater blev atter sammenlagt ved Yemens genforening i 1990.
Foruden selve området på den Arabiske Halvø omfatter Yemen også en række øer blandt andet øgruppen Socotra i det Arabiske Hav.

## Geografi
Yemen er det næststørste land i udstrækning på den arabiske halvø. Landet ligger i det sydlige hjørne af den arabiske halvø og grænser til Saudi-Arabien i nord, Oman i øst, Det Røde Hav i vest og Adenbugten i syd. Det er også kort afstand til lande på den anden side af Det Røde Hav, da Djibouti, Somalia og Eritrea. På det snævreste, ved Bab el-Mandeb, eller "Tåreporten", skiller kun 30 kilometer mellem Yemen og Djibouti. Yemen har en kystlinje på omkring 1.906 kilometer.
Yemens største ø er Socotra (3.796 km2), som ligger ud for østkysten af Afrika, 350 kilometer syd for Yemens fastland. Øen har været isoleret fra resten af verden i lang nok tid til at den har sit helt unikke dyre- og planteliv, hvilket har medført, at øen står på UNESCOs verdensarvliste. Øens dyre- og planteliv kan minde om Galapagos i det, at den har udviklet sig uafhængig af resten af verden, og for eksempel De kanariske øer i at den geografisk tilhører Afrika, men politisk ikke gør det. Hanish-øerne i Det Røde Hav, mellem Yemen og Eritrea, tilhører for det meste Yemen.
Landskabet i Yemen er kontrastfyldt, fra det frugtbare højland i vest til den golde kyst og det bjergrige indland i øst. Det dominerende klima er varmt, tørt ørkenklima, bortset fra højlandet i vest, hvor det er lidt køligere. Langs kysten til Det Røde Hav kommer temperaturen op i 40 grader, mens gennemsnitstemperaturen er omtrent 21 grader i højlandet.
Yemens højeste punkt over havet er bjerget Jabal an Nabi Shu'aib (Bjerget for profeten Shu'aib), som strækker sig 3.666 meter over havet. Bjergene har flere V-dale som ligger tørre om sommeren. Yemen har ingen permanente floder, men når sneen på de højeste bjerge smelter, opstår nogen kortvarige floder. Den nordøstlige del af Jemen tilhører Rub al-Khali, eller "den tomme fjerdedel", en af verdens største sandørkener. Meget få mennesker bor der, og det har heller ikke noget særlig planteliv.
I højlandet er det ofte steppevegetation, med forskellig vegetation, blandt andet akacietræer, tamarind og skruepalmer. I de mere frugtbare områder af Yemen findes det blandt andet figen- og citrontræer. Yemen har 69 pattedyr, blandt andre klippegrævling, kappebavian (Papio hamadryas), ørkenrotter, mus, flere arter af flagermus, småhvaler, karakaler og gazeller. Det antages at Blandfords ræv også findes i Yemen, men den er ikke påvist. Ulv, guldsjakal og nubisk stenbuk er almindelige. Desuden har Yemen 20 rovfuglarter, blandt andet flere gribbe, og også gøglerørn (Terathopius ecaudatus) og klippeørn (Aquila verreauxii). Det er over 100 reptiler, men kun 7 amfibier, som - givet Yemens tørre klima med meget få permanente vådområder - ikke er så mærkeligt. Yemengazelle ("Dronningen af Sabas gazelle", Gazella bilkis) er ikke observeret siden 1951 og anses som udryddet.

### Råstoffer
Yemen har følgende råstoffer: petroleum, fisk, saltsten, marmor, mindre forekomster af kul, guld, bly, nikkel og kobber. Dyrkningsbar jord findes i landets vestlige dele.

### Klima
Klimaet er meget varmt og fugtigt langs kysterne, tempereret i de vestlige bjergegne med monsunregn, og ekstremt varmt og tørt ørkenklima i det indre af landet. Her forekommer betydelige temperaturforskelle især mellem nat og dag. Om sommeren kan dagtemperaturen gå op til 40 °C, under vinteren kan temperaturen om natten nå under frysepunktet.

## Demografi
Yemen har en af de højeste fødselsrater i verden, og i gennemsnit føder en jemenitisk moder seks børn. Man regner med, at Yemens befolkning vokser med 700.000 mennesker hvert år. Befolkningen er siden 2. verdenskrig eksploderet, fra 4.3 millioner i 1949 til omkring 19 millioner i 2004. Det er antaget, at befolkningen i 2010 var på 23,4 millioner. Regeringen udtalte i 2008, at der skulle igangsættes en plan for reduktion af fødselsraten, i hovedsagen en holdningskampagne. Som resultat af befolkningsvæksten er Yemens befolkningssammensætning ung: 43,9 % af befolkningen er under 15 år, mens 53,5 % er mellem 15 og 64 år. Gennemsnitsalderen ligger på lige under 18 år.

### Religion
Yemen er hovedsagelig beboet af sunni-muslimer, men en betydelig minoritet hører til den shiamuslimske zaidi-retning. Små grupper af jøder, kristne samt hinduer er også bosatte i Yemen, men disse udgør mindre end 1 % af befolkningen. Den jødiske bosættelse havde en distinkt kultur og flere dygtige håndværkere. I begyndelsen af 1900-tallet var det over 50.000 jøder i Yemen. Dette tal var faldet til omkring 2.000 i 1994. På 16 år blev det reduceret med mellem 80 og 90 %, og der var per 2011 mindre end 300 jøder i Yemen, de aller fleste i nord. Størstedelen af jøderne er emigreret til Israel. Det er i og for sig lige rettigheder for alle religioner, men kun islam undervises på offentlige skoler, og ikke-muslimer har ikke lov til at udøve offentlige hverv.
Foruden den stærkt dominerende arabiske folkegruppe, er der også somaliske indbyggere (tallet varierer mellem 91.000 og 300.000). De fleste af de yemenitter, som har forladt Yemen, er draget til Storbritannien. Der er imidlertid også flere arabere af yemenitisk oprindelse i Sydøstasien, som oftest i tilknytning til krydderhandel.

## Politik

### Statsstyrelsen
I 1991 fik Yemen vedtaget en grundlov, ifølge hvilken Yemen er en repræsentativ demokratisk republik med en præsident som statens overhoved og statsminister som regeringsleder. Yemens lovgivende forsamling består af to kamre.
1. Shurarådet bestående af 111 medlemmer og udpeget af præsidenten.[9] Shura spiller på et krav fra 1930-erne fra Det muslimske broderskab om, at den ideelle regering skulle have et råd af repræsentanter fra folket, "Shura", som havde mere religiøse end politisk-administrative pligter.[10]
2. Repræsentanternes hus består af 301 medlemmer og bliver valgt på grundlag af valg i enkeltmandskredse. Oprindeligt var der 309 medlemmer i det samlede yemenitiske parlament. Baggrunden herfor var, at der skete en sammenlægning af de henholdsvis 159 og 111 pladser i de to tidligere landes respektive parlamenter plus 39 pladser reserveret tidligere forbudte partier.[8] Senere blev tallet reduceret med otte pladser til 301. Repræsentanterne sidder i en 6-årsperiode.

Præsidentvalg afholdes hvert 7. år. Statsminister og regering bliver udnævnt af præsidenten. Yemen har almen stemmeret for alle over 18 år.

### Indenrigspolitik
Ali Abdullah Saleh sad uafbrudt fra 1990 til 2012, da han blev præsident for et samlet Yemen. Tanken var oprindelig, at præsidenten i Nordyemen blev præsident i et samlet Yemen, mens Sydyemens præsident blev vicepræsident. Selv om præsidentperioden i begyndelsen var fem år, ventede Saleh til 1999 med at udskrive valg. Efter, at Saleh vandt med 91,2% af stemmerne, forandrede han længden på præsidentens embedstid fra fem til syv år, og tiden for de folkevalgte repræsentanter fra fire til seks år. Både i præsidentvalg og i valg af folkevalgte, dominerer Salehs parti Den almene folkekongressen stort (i hvert fald indtil oprøret - landets politiske fremtid er usikker). Valgene har af internationale observatører været anset som "delvis frie". Statsministrene byttes imidlertid ud. Abdul Qadir Bajamal sad mellem 2001 og 2007 og blev der efter erstattet af Ali Mohammed Mujur. Statsministrene udpeges af præsidenten. Foruden GPC findes der også en række andre partier, men de har lille faktisk indflydelse. Oppositionen har samlet 63 af de 301 pladser.

### Stammekonflikter
Stammerne i Yemen er meget lidt samarbejdsvillige med regeringen og hindrer som oftest direkte staten i at gennemføre flere opgaver. Som oftest gøres dette indirekte ved at kontrollere ressourcer for derved at prøve at få kontrol over stammerne. Stammetænkningen bidrager til, at det allerede fragmenterede land er ydeerligere vanskeligt at styre, og det er blevet påpeget, at dette har skabt en god grobund for træning og rekruttering af Al-Qaida-terrorister.

### Politisk uro 2014/2015
Den politiske situation i Yemen har længe været ustabil. Situationen forværredes omkring august 2014, hvor en række protester i landet tog til og hurtigt eskalerede til voldelige konfrontrationer mellem den shia-muslimske oprørsgruppe Houthis og regeringsstyrker. Houthis opnåede kontrol med byen Sana'a den 21. september 2014, hvorefter Yemens premierminister Mohammed Basindawa trådte tilbage, og en fredsaftale blev indgået mellem regering og oprørere.
Fredsaftalen bilagde dog ikke konflikten, og der var i perioden herefter fortsatte kampe mellem Houthis og regeringsstyrker og mellem Houthis og enheder fra den sunni-muslimske Al-Qaeda-bevægelse. Oprøret eskalerede, da Houthi-styrker den 20. januar 2015 indtog præsidentpaladset, præsidentens privatbolig og flere militærinstallationer. Den 22. januar 2015 opgav præsident Abd Rabbuh Mansur Hadi og Hadis ministre magten i Yemen.

### Retsvæsen
Yemens love er baserede på islamisk, tyrkisk og engelsk lovsystem, men også på stammelove. Landet er et af de lande, som praktiserer dødsstraf (per december 2010; samtlige lande på den arabiske halvø med undtagelse af Israel praktiserer dødsstraf).
Den dømmende magt, højesteret, kan ofte bruge Sharia ved siden af eller som alternativ til lovsystemet, som var en sammenfletning af det verdslige nord og det socialistiske syd. Det amerikanske udenrigsdepartement anser højesteret som svag, korrupt og uselvstændig.
Menneskerettighederne anses for at være i relativt dårlig forfatning i Yemen, og der er fremkommet beviser på tortur og mishandling af fanger. Yemen rangerer på en 170. plads af 178 lande i Journalister uden grænsers oversigt. Yemen anklages for vilkårlige arrestationer af pressefolk og menneskerettighedsforkæmpere. Vilkårlige arrestationer eller forsvindinger af politiske dissidenter er også almindelig, og presse- og talefrihed er stærkt begrænset.
Yemen anerkender ikke Den internationale domstols obligatoriske jurisdiktion i Yemen. Dette demonstreredes blandt andet i forbindelse med efterforskningen af drabet på Martine Vik Magnussen, hvor den mistænkte, Farouk Abdulhak, unddrog sig retsforfølgelse ved at vende tilbage fra London til Yemen.

### Administrativ inddeling
Yemen er inddelt i 20 guvernementer ved siden af hovedstaden Sanaa som har stilling som et eget guvernement. Dette er en stigning på fem guvernementer efter sammenlægningen af Nordyemen og Sydyemen, som omfattede 15 (8 fra nord og 7 fra syd).
| Navn        | Hovedstad   | indbyggere (2004) | Nummer på kort |
| ----------- | ----------- | ----------------- | -------------- |
| Abyan       | Zinjibar    | 433.819           | 3              |
| Aden        | Aden        | 589.419           | 1              |
| Ad Dali     | Ad Dali     | 470.460           | 4              |
| Al Bayda    | Al Bayda'   | 571.778           | 5              |
| Al-Hudaydah | Al-Hudaydah | 2.161.379         | 6              |
| Al Jawf     | Al Hazm     | 451.426           | 7              |
| Al-Mahrah   | Al Ghaydah  | 89.093            | 8              |
| Al Mahwit   | Al Mahwit   | 495.865           | 9              |
| Amran       | Amran       | 872.789           | 2              |
| Dhamar      | Dhamar      | 1.339.229         | 11             |
| Hadhramaut  | Al Mukalla  | 1.029.462         | 12             |
| Hajjah      | Hajjah      | 1.480.897         | 13             |
| Ibb         | Ibb         | 2.137.546         | 14             |
| Lahij       | Lahij       | 727.203           | 15             |
| Marib       | Marib       | 241.690           | 16             |
| Raymah      |             | 395.076           | 17             |
| Sadah       | Sa`dah      | 693.217           | 18             |
| Sana'a      | Sanaa       | 918.379           | 19             |
| Sana'a      |             | 1.747.627         | 10             |
| Shabwah     | Ataq        | 466.889           | 20             |
| Ta'izz      | Ta'izz      | 2.438.656         | 21             |

## Infrastruktur
Yemens infrastruktur er såre beskeden som følge af indre stridigheder og piratvirksomhed. Landet har ikke et vel udviklet transportsystem, hvis man ser bort fra flyvepladser.
Yemen har 17 asfalterede flyvepladser, af hvilke fire kan kategoriseres som store (over 3.047 meter med landingsplads).
Af de over 70.000 kilometer officielle veje er under en tiendedel asfalteret.
Yemen har ingen jernbaner.
Yemens handelsflåde består per 2011 af seks skibe, samt 14 som er registrerede uden for landets grænser. Yemen har tre store havne: Aden, Al-Hudaydah og Al Mukalla. Skibsfarten har imidlertid siden årtusindskiftet lidt under de mange pirater i Adenbugten og Det Røde Hav.
Mobiltelefoner har en stærk dominans. Det er under en million faste telefoner, mens det er godt over 8 millioner mobiltelefoner. Lidt under 2½ million indbyggere er brugere af internet. Det er kun statsligt TV med to kanaler, men også omanske og saudiarabiske kanaler kan ses i landet.

## Sundhedsvæsen
I 1996 havde 38% af Yemens befolkning adgang til helsetjenester, og 55% havde adgang til rent vand. Yemens børnedødelighed ligger på 5,5%, og Yemen er dermed på 38. plads på listen over højest børnedødelighed. Gennemsnitsalderen i Yemen er på 63,36 år (noget højere for kvinder end for mænd). Yemens gennemsnitsalder er den 174. højeste, her inkluderet ikke-selvstændige områder. Smittefaren i Yemen er høj, særlig for tyfus, hepatitis A-virus og diarré.

## Uddannelse og analfabetisme
Yemen har et universitet i Sanaá og flere tekniske højskoler. Af Yemens skolebørn nåede 29% til femte klasse i perioden 1986-1993. Dette har udviklet sig, og forventet skolealder ligger på 11 år hos mænd og 7 hos kvinder. Man antager, at kun omkring halvdelen af befolkningen er læsekyndige, med en stærk overvægt (omkring 70%) af mænd.

## Økonomi
Yemen er som stat fortsat præget af at være en sammenlægning af to af verdens fattigste lande, og det har fundet sig at være i meget vanskelige omstændigheder, efter som udgangssituationen var yderst vanskelig udenrigspolitisk og endnu værre økonomisk. At samordne de to tidligere helt uens samfunds- og økonomiske systemer er ikke gået smertefrit. Økonomien har i stor udstrækning været beroende af hjælp fra udlandet og af de indkomster, som jemeniter i arbejde i udlandet har sendt til hjemlandet.
Jordbrugsproduktionen og agerbruget hindres af de landminer, som findes tilbage i jorden efter kriserne. Den ensidige eksport og olieprisens udsving gør, at landets økonomi er yderst sårbar.
Yemens vigtigste eksportprodukt, arbejdskraft, synes ikke i varehandelsstatistikken. Gæstearbejdere fra Yemen forekommer i nabolandene i hundredetusindvis.
Af Yemens eksportprodukter har næsten 85 % sin oprindelse i råolie, andre eksportprodukter er kaffe og bomuld. De vigtigste eksportlande er Kina, Sydkorea, Singapore og Saudiarabien. Både i Nord- og Sydyemen begyndte en kommerciel produktion af petroleum først i 1987, og efter det er Yemen blevet et interessant objekt for den internationale oliebranche.
Importen omfatter blandt andet fødevarer (30 %), maskiner og transportmidler (23 %) samt forædlede produkter (16 %). De vigtigste importlande er Saudiarabien, Forenede Arabiske Emirater og USA.
Regeringen har siden 1997 gennemført Verdensbankens og Den Internationale Valutafond IMFs strukturopbygningsprogram, som i forbindelse med det høje verdensmarkedspriser på olie forbedrede Yemens makroøkonomiske situation. Regeringens vigtigste mål er at sikre en fortsat spredning af den økonomiske struktur og at få udenlandske investeringer til landet. Inden for jordbrugsproduktionen mindsker Yemens selvforsyningsgrad, og dyrkning af kath breder sig på bekostning af de tidligere centrale eksportprodukter bomuld, frugt og grønsager.

## Kultur
Yemen er en arabisk stat såvel hvad angår sprog som kultur. Befolkningen består mest af arabere, men ved kysten i Tihamaområdet forekommer ”sorte arabere”, som er ætlinge efter tidligere slaver og østafrikanske udvandrere. Sydasiatere forekommer fortrinsvist i Yemens sydlige dele. Islam er den mest udbredte religion, og 90 % af befolkningen er muslimer (heraf 35% shia-muslimer og 65% sunni-muslimer). Arabisk er det officielle sprog, men engelsk tales i vid udstrækning. Samfundet er stærkt patriarkalsk med polygami og en stor børnedødelighed.
Efter sammenslutningen i 1990 er landet blevet moderniseret betydeligt, men gamle stammeskikke forekommer fortsat. Yemeniterne anvender traditionelle dragter og tygger den narkotiske kath-plantes blade. At tygge kath indgår også i yemenitisk forretningskultur for at fremme beslutningstagningen, men man forventer ikke at udlændinge skal deltage heri.

### Verdensarv
Unescos verdensarv i Yemen:
- Gamle bydel i Shibam
- Gamle bydel i Sanaá
- Den historiske by Zabid